# Amastus polystrigata
Amastus polystrigata är en fjärilsart som beskrevs av Paul Dognin 1901. Amastus polystrigata ingår i släktet Amastus och familjen björnspinnare. Inga underarter finns listade i Catalogue of Life.